# Sis dies de Townsville
Els Sis dies de Townsville era una cursa de ciclisme en pista, de la modalitat de sis dies, que es corria a Townsville (Austràlia). Només es disputà l'edició de 1962.

## Palmarès
| Any  | Primers                       | Segons                        | Tercers                     |
| ---- | ----------------------------- | ----------------------------- | --------------------------- |
| 1962 | Barry Lowe · Sidney Patterson | Ronald Clauss · Ronald Murray | Orazio Damico · Nino Solari |